# Pagani (Nardò)
Pagani è un centro della provincia di Lecce e frazione di Nardò.

## Storia
Si tratta in realtà di un quartiere di recente formazione (a partire dalla seconda metà del 1900) sorto appena fuori dal centro abitato di Nardò, in direzione sud.
Il quartiere si è sviluppato nei pressi della Masseria Pagani, da cui appunto trae il nome. Questa masseria che compare nel Catasto Onciario del 1750 come appartenente a Tommaso Sambiasi, presentava originariamente un nucleo fortificato e si è successivamente ampliata nel corso dell'Ottocento. Appartiene alla masseria anche una cappella intitolata alla Madonna dell'Abbondanza.